# Lőrincz L. László
Lőrincz L. László (Szilvásszentmárton, 1939. június 15. –) magyar orientalista, író, műfordító. 
Írói álnevei: Leslie L. Lawrence, illetve Frank Cockney. Magyarország legsikeresebb kortárs írója az eladott példányszámok alapján.

## Életút
Középiskolai éveit Kaposváron, a Cukor- és Édesipari Technikumban fejezte be, majd az ELTE BTK történelem-mongol szakán szerzett diplomát 1962-ben. Később a Magyar Tudományos Akadémia Orientalisztikai Munkaközösségének tagja, a Keletkutató Intézet tudományos főmunkatársa, az ELTE előadója. 1967 óta a nyelvtudományok kandidátusa. Tanulmányai során éveket töltött a Távol-Keleten, ösztöndíjasként tanult az ulánbátori Állami Csojbalszan Egyetemen, valamint a bonni Friedrich Wilhelm Egyetemen. 
Tudományos munkásságában főleg a tibeti és a mongol folklórral, irodalommal és e népek történelmével foglalkozott. Mintegy 100 tudományos cikke jelent meg e témakörökben, ezenkívül burját és mongol eposzokat fordított.
1966-ban nősült meg, két gyermeke van: lánya, Lőrincz Judit Lívia 1971-ben született, fia, Lőrincz Márton 1973-ban.

## Sci-fi írói tevékenysége
Írói tevékenységét ifjúsági regények írásával kezdte. Igazán népszerű íróvá azonban a nyolcvanas évek elejétől megjelenő tudományos fantasztikus regényei, valamint a Galaktika folyóiratban megjelent sci-fi novellái tették. Ezeket a Lőrincz L. László néven megjelentetett műveket Galaktika-díjjal és Arany Meteor-díjjal jutalmazták.

## Kalandregények
Leslie L. Lawrence írói álnéven kiadott első munkája, a Sindzse szeme hozta meg számára az országos népszerűséget. E néven publikált, többségében keleti tárgyú kalandregényeiben ötvöződik a biztonsággal kezelt tudományos ismeretek és a kutatások során felhalmozott tapasztalatok ismeretterjesztő szándéka, valamint a fordulatos, izgalmas, kalandos cselekmény. E kettősség – a tudományos háttér és az élvezetes olvasmányosság – adja e művek igazi értékét.
Nagy szerepet játszanak kalandregényeiben az úgy nevezett visszatérő alakok: a főhős Leslie L. Lawrence, a portugál Domingos de Carvalho építész, Robert McKinley amerikai politológus vagy John C. Lendvay kriminalisztikaprofesszor, esetleg a vatikáni misszionárius, Enrico Santarcangeli atya, vagy a bhutáni rendőrminiszter, Jondon láma.
Bűnügyi regényeinek többségét egyes szám első személyben írja (sci-fi- és horrorregényei, novellái viszont egyes szám harmadik személyben íródnak, többnyire). A regények általában egzotikus helyszíneken játszódnak, ahol rejtélyes, megmagyarázhatatlan gyilkosságok történnek, melyeket a szereplők a történet elején természetfölötti jelenségekkel magyaráznak meg, majd a rejtélyek felfedése és a gyilkos(ok) elfogása a főhős révén valósul meg. 
A szerző „munkájának része” és szenvedélye az utazás, a mai napig is lehetőség szerint regényeinek minden helyszínét felkeresi, hogy az adott országnak és az ott élő népek kultúrájának minél szemléletesebb leírását tudja adni.

## Díjak, kitüntetések
- Galaktika-díj
- Arany Meteor-díj
- Zsoldos Péter-díj (2007)[1]

## Művei

### Lőrincz L. László néven

#### Tudományos

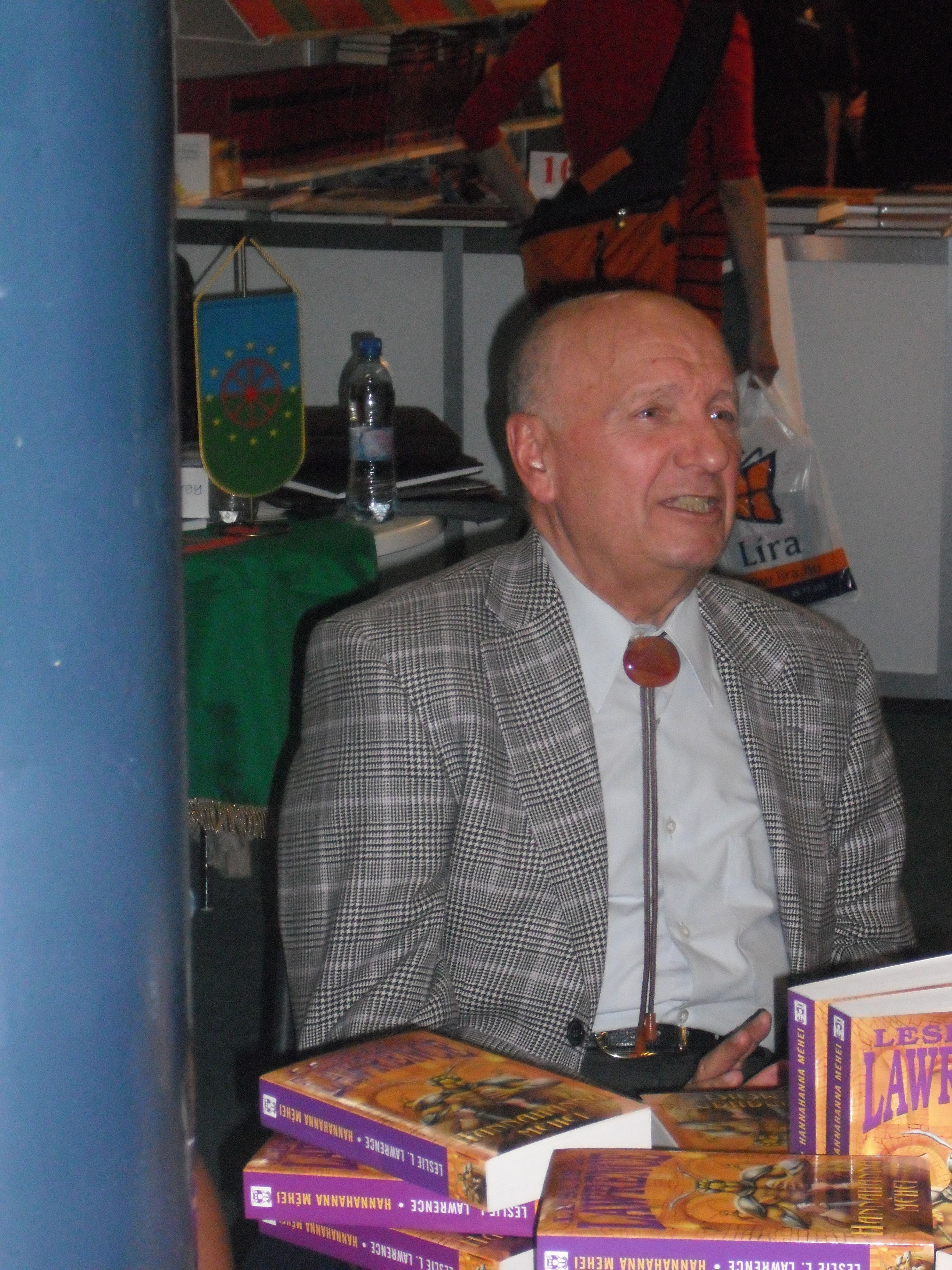
A 2010-es budapesti könyvfesztiválon

- A mongol népköltészet (1969)
- Dzsingisz kán (1972, 1991)
- Mongol mitológia (1975)
- Irenszej – Burját hősének (fordítás, 1976)
- Mongólia története (1977)
- Mongol mesetípusok (1977)
- "...jurták között járok" (1981)
- Geszer kán, a tíz világtáj ura (fordítás, 1982)
- Démonok és varázslók Tibetben (1988)

#### Ifjúsági
- A sólyom kinyújtja karmait (1973, 2011)
- Az éjszaka doktora (1975, 2004, 2007, 2014)
- A nagy fa árnyékában (1979)
- Az utolsó hvárezmi nyár (1980, 2008, 2019)
- Utazz velünk tevekaravánnal (meseregény, 1981, 2011)
- Nyaralj velünk az Altaj hegységben – Nagyszakállú Kecskeapó (meseregény, 1982, 2011)
- Rekviem a kacsalábért (1982)
- Lhászáig hosszú az út (1986, 2009, 2013)

#### Novellák
- A Nagy Kupola szégyene
  - A Nagy Kupola szégyene (1979 – Galaktika 34, 1982, 2000)
  - A józan értelem széruma (1982, 2000)
  - Használhatatlanok (1982, 2000)
  - A furcsa pár (1982, 2000)
  - Az aranygyapjú (1982, 2000)
- Pánik piócáéknál (1983 – Vásárfia)
- A hosszú szafári
  - Örök visszatérés (1984, 2000)
  - A hosszú szafári (1984, 2000)
- Egy sír Dardzsilingban (novella, 1984 – IPM Magazin 1984/4)
- A sámán átka
  - A hatlábú jegesmedve (1984 – Robur 2, 1990, 2003)
  - A púpos (1984 – Galaktika 55, 1990, 2003)
  - Az invázió elmarad (1985 – Galaktika 63, 2003)
  - A százhetvenedik ország (1986 – Robur 16, 1990, 2003)
  - A jelölt (1986 – Galaktika 69, 2003)
  - Időutazás (1986 – Galaktika 70, 2003)
  - A szeméttelep (1987 – Galaktika 76, 1990, 2003)
  - Földiekkel játszó… (1988 – Galaktika 88, 2003)
  - Hu Bálint nemzetközösségi algakutató levelei az utókornak (1988 – Vámpírok és csillagok, 2003)
  - Angyal Firenze felett (1988 – Galaktika 93, 2003)
  - A sámán átka (1990, 2003)
- Ítélet a Paradicsomban (2006 – Galaktika 200)
- Történetek a Kis Lófej-galaxis széléről
  - Predesztináció (2013 – Galaktika XL 1)
  - Puszinyuszi (2013 – Galaktika XL 1)
  - A szövetségi kapitány (2013 – Galaktika XL 1)

#### Regények
- A föld alatti piramis (1986, 1997, 2001, 2011)
- Üvöltő bika (1988, 2001)
- A Halott Város árnyai (1989, 2005)
- Az elátkozott hajó (1989, 1999, 2004)
- Gyilkos járt a kastélyomban (1989, 2002)
- A gyilkos mindig visszatér (1990, 2003)
- Kegyetlen csillagok (1992, 2002, 2018)
- A Nagy Mészárlás (1993, 2005)
- A Kő fiai (1994, 2006)
- Kéz a sziklán (1997, 2006)
- A kicsik (2000, 2007, 2016)
- A kicsik nyomában (2002, 2008, 2016)
- A tizenhárom kristálykoponya (2004, 2008, 2017)
- Manituk – Vigyázz, ha fúj a szél! (2008, 2013)
- Kilenc csontfarkas – Zikkurat (2009)
- A piramis gyermekei (2011)
- Haragos vizeken (2014)
- Vijjogók (2018)
- Óriások (2018)
- Felhőharcosok (2021)

### Leslie L. Lawrence néven

#### Regények

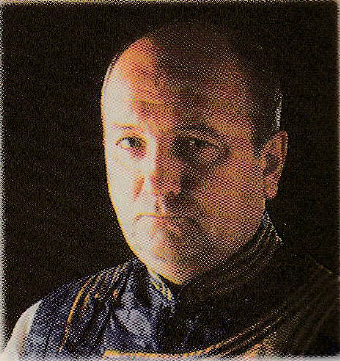
A Tulpa – A Gonosz halotti leple borítóján (Díner Tamás felvétele)

- Sindzse szeme (1983, 1989, 2000, 2011)
- A Karvaly árnyékában (1985, 1993, 2005)
- Holdanyó fényes arca – A harikrisna gyilkosságok (1987, 1991, 2005)
- Huan-ti átka (1987, 1993, 2000)
- A fojtogatók hajója (1987, 2006, 2012)
- A gyűlölet fája (1988, 1994, 2004, 2016)
- Siva utolsó tánca (1988, 1996, 2003, 2012)
- A vérfarkas éjszakája (1988, 1992, 2006, 2009)
- A Suttogó árnyak öble (1988, 1998, 2008)
- A halál kisvasúton érkezik (1988, 2006, 2012)
- A Gonosz és a Fekete Hercegnő (1989, 1995, 2005, 2013)
- A megfojtott viking mocsara (1989, 2000, 2000, 2009)
- A láp lidérce (1989, 2006, 2012)
- Nebet Het, a halottak úrnője (1989, 2005, 2015)
- A keselyűk gyászzenéje (1990, 2008)
- Az ördög fekete kalapja (1990, 2004, 2006, 2014)
- Gyilkosság az olimpián (1990, 2006, 2012)
- Omosi mama sípja – A Matteo Ricci gyilkosságok (1991, 2007)
- Miranda koporsója (1991, 2005, 2015)
- Naraszinha oszlopa (1991, 2005, 2009)
- A vérfarkas visszatér (1992, 2003, 2010)
- Halálkiáltók (1993, 2009)
- Damballa botja – A vudu gyilkosságok (1994, 2004)
- Sziget a ködben (1995, 2006, 2013)
- A rodzsungok kolostora (1995, 2009)
- Monszun (1996, 2010)
- A Nagy Madár (1996, 2007)
- Lebegők (1997, 2010)
- A láthatatlan kolostor (1998, 2011)
- Ahol a Pajpaj jár (1998, 2010)
- Mau-Mau – A McIntire-gyilkosságok (1999, 1999)
- Tulpa – A Gonosz halotti leple (1999, 1999, 2010)
- Ganésa gyémántjai (2000, 2012)
- Véresszakállú Leif és a lávamező (2001, 2009)
- A Vadász (2001)
- Csöd (2002, 2011)
- A vérfarkasok kastélyában (2003, 2010)
- Siva újra táncol (2003)
- A fekete anya kígyója (2004, 2014)
- Szádhuk – A hosszú álom (2005)
- A felakasztott indián szigetén (2005, 2012)
- A maharáni arcképe (2005, 2013)
- Három sötét király (2006, 2014)
- A vízidisznók gyöngyökről álmodnak (2006, 2006)
- Portugál április (2007)
- Thumo – A szrinpók völgyében (2007)
- A lófejű démon (2008)
- A fekete özvegy (2009)
- Hannahanna méhei (2010)
- Ördög, ördög, ki a házból (2010)
- A teaültetvény (2010)
- A villogó fények kolostora (2011)
- Álmaim asszonya (2012)
- Mogyoróallergia (2012)
- A játék rabszolgái (2012)
- Nyomasztó örökség (2013)
- A szitáló fehér por kolostora (2013)
- A jégbe fagyott sárkány kolostora (2014)
- Kukorica Istennő énekel (2015)
- Múmiavadászok (2015)
- Homokvihar (2016)
- A kútba rejtett szobor kolostora (2016)
- A múlt árnyai (2017)
- Ördögtojások (2017)
- Matrjoska és az őrült szerzetes (2017)
- Az üvegpadlós függőhíd kolostora (2019)
- Az ikrek ideje (2019)
- Donovan ezredes piros kabátja (2019)
- Donovan ezredes tréfája (2020)
- Az asszony, akit megszúrt a skorpió (2020)
- Matilda kalapja (2021)
- A jakfarkas zászló (2021)
- Szemiramisz elefántjai (2022)
- Bolondok kolostora (2022)
- Domingos és a halál angyala (2023)
- Sindzse és az Átkok könyve (2023)
- A kígyók palotája (2024)
- Maszkok háborúja (2024)

### Frank Cockney néven
- Négy fekete koporsó (1989, Lőrincz L. László néven 2006, Leslie L. Lawrence néven 2011)
- Rókacsapda (1990, Lőrincz L. László néven 2007, Leslie L. Lawrence néven 2011)

## Művei összefüggően

#### Lőrincz L. László néven
- Utazz velünk tevekaravánnal
  - Utazz velünk tevekaravánnal
  - Nyaralj velünk az Altaj hegységben – Nagyszakállú Kecskeapó
- A piramis sorozat
  - A föld alatti piramis
  - A piramis gyermekei
- A Kő fiai sorozat
  - A Nagy Mészárlás
  - A Kő fiai
  - Kéz a sziklán
- A kicsik sorozat
  - A kicsik
  - A kicsik nyomában
  - A tizenhárom kristálykoponya
- A manituk sorozat
  - Manituk – Vigyázz, ha fúj a szél!
  - Kilenc csontfarkas – Zikkurat
- Vijjogók és óriások
  - Vijjogók
  - Óriások

#### Leslie L. Lawrence néven
- A Siva sorozat
  - Siva utolsó tánca
  - Siva újra táncol
- A vérfarkas sorozat
  - A vérfarkas éjszakája
  - A vérfarkas visszatér
- A Fekete Hercegnő sorozat
  - A Gonosz és a Fekete Hercegnő
  - Sziget a ködben
  - Három sötét király
  - A jégbe fagyott sárkány kolostora
- A fekete kalap sorozat
  - Az ördög fekete kalapja
  - A fekete anya kígyója
- Debby O'Hara sorozat
  - Álmaim asszonya
  - Mogyoróallergia
  - Nyomasztó örökség
  - A múlt árnyai
  - Az ikrek ideje
  - Az asszony, akit megszúrt a skorpió
  - Matilda kalapja
  - Domingos és a halál angyala
  - Maszkok háborúja
- A Fabergé-tojások sorozat
  - Ördögtojások
  - Matrjoska és az őrült szerzetes
- A Donovan ezredes sorozat
  - Donovan ezredes piros kabátja
  - Donovan ezredes tréfája